# Frederik Džekson Terner
Frederik Džekson Terner (14. novembar 1861 – 14. mart 1932) bio je američki istoričar tokom ranog 20. veka, sa sedištem na Univerzitetu Viskonsin do 1910, a potom na Harvardu. On je bio poznat pre svega po svojoj „graničnoj tezi“. Obučio je mnoge doktore nauka koji su postali poznati istoričari. On je promovisao interdisciplinarne i kvantitativne metode, često s akcentom na Srednji zapad. Njegova najpoznatija publikacija je njegov esej „Značaj graničnog područka u američkoj istoriji”, čije su ideje oblikovale graničnu tezu. On je tvrdio je da pomeranje zapadne granice uticalo na američku demokratiju i američki karakter od kolonijalne ere do 1890. godine. On je takođe poznat i po svojim teorijama geografskog sekcionalizma. Tokom zadnjih godina istoričari i akademici su često debatovali Ternerov rad. Pro tom se svi slažu da je granična teza imala ogroman efekat na istorijsku nauku.

## Detinjstvo, mladost, obrazovanje i karijera
Terner je rođen u Portidžu u Viskonsinu, kao sin Endrua Džeksona Ternera i Meri Olivije Hanford Terner. On je odrastao u familiji srednje klase.  Njegov otac bio je aktivan u republikanskoj politici, investitor u železnicu, i bio je urednik i izdavač novina. Njegova majka je predavala školi. Na Ternera je veoma uticalo pisanje Ralfa Valda Emersona, pesnika poznatog po svom naglašavanju prirode; isto tako su i na Ternera uticali naučnici poput Čarlsa Darvina, Herberta Spensera i Julijana Haklija i razvoj kartografije. On je diplomirao na Univerzitetu Viskonsina (sada Univerzitet Viskonsin–Madison) 1884. godine, gde je bio član bratstva Faj Kapa Psi.
Frederi je diplomirao istoriju sa Univerziteta Džon Hopkins 1890. godine sa tezom o trgovini krznom u Viskonsinu pod nazivom „Karakter i uticaj indijanske trgovine u Viskonsinu”, pod nadzorom Herberta Bakster Adamsa. Terner nije ekstenzivno objavljivao; njegov uticaj proizašao je iz sažeto izraženih interpretativnih teorija (objavljenih u člancima) koje su uticale na stotine njegovih učenika. Dve teorije su bile naročito uticajne, granična teza i sekciona hipoteza.
Iako je malo štampao, imao je enciklopedijsko znanje o američkoj istoriji, te je stekao reputaciju do 1910. godine kao jedan od dva ili tri najuticajnija istoričara u zemlji. Pokazao se umešnim u promociji svojih ideja i svojih studenata, kojima je pomogao u nalaženju posla na značajnim univerzitetima, uključujući Merla Kartija i Markusa Li Hansena. On je cirkulisao kopije svojih eseja i predavanja do značajnih naučnika i književnika, ekstenzivno je objavljivao u časopisima, reciklirajući svoj omiljeni materijal, privlačeći najveću moguću publiku za glavne koncepte. On je imao značajan uticaj u Američkom istorijskom udruženju kao službenik i savetnik za časopis American Historical Review. Njegov naglasak na važnosti zapadnih graničnih područja na američki karakter uticao je na tumačenje koje je nalazi u hiljadama školskih udžbenika istorije. Do trenutka kada je Terner umro 1932. godine, 60% vodećih departmana istorije u Sjedinjenim Državama predavalo je kurseve pogranične istorije kompatibilne sa Ternerovim teorijama.
Iznerviran zahtevima univerzitetskih regenta koji su zahtevali manji naglasak na istraživanju i davanje prioriteta predavanjima i državnoj službi, Terner je tragao za okruženjem koje bi mu omogućilo da se u većoj meri posveti istraživanju. Odbijajući ponude iz Kalifornije, on je prihvatio ponudu sa Harvarda tokom 1910. i tamo je ostao profesor do 1922. godine. Nasledio ga je Artur M. Šlezindžer stariji 1924. godine. Terner je izabran za člana Američkog antikvarskog društva 1907. godine, a 1911. godine izabran je za člana Američke akademije nauka i umetnosti. Terner se nikada nije navikao na Harvardsko okruženje. Kad se penzionisao 1922. godine, postao je gostujući naučnik u Hantingtonskoj biblioteci u Los Anđelesu, gde su njegove beleške i dosijei nastavili da se umnožavaju, mada je objavljen mali broj monografija. Njegov rad The Frontier in American History (1920) bila je zbirka starijih eseja.
Kao profesor istorije u Viskonsinu (1890–1910) i na Harvardu (1910–1922), Terner je obučavao veliki broj svojih sledbenika koji su kasnije dominirali američkim istorijskim programima širom zemlje. Njegov naglasak na važnosti zapadne granice za američki karakter uticao je na tumačenje koje se nalazi u hiljadama udžbenika. Njegov model sekcionalizma kao kompozita društvenih snaga, poput etničke pripadnosti i vlasništva nad zemljom, podstakao je istoričare da koriste društvenu istoriju za analizu društvenih, ekonomskih i političkih kretanja američke istorije. U Američkom istorijskom udruženju sarađivao je sa Dž. Franklinom Džejmesonom na brojnim velikim projektima.

## Bibliografija
- Turner, Frederick Jackson. Edwards, Everett E. (comp.) The early writings of Frederick Jackson Turner, with a list of all his works. Compiled by Everett E. Edwards. Madison: University of Wisconsin Press, 1938.
- Turner, Frederick Jackson.
- Rise of the New West, 1819–1829 на пројекту Гутенберг
- Turner, Frederick Jackson. ed. "Correspondence of the French ministers to the United States, 1791–1797" in American Historical Association. Annual report ... for the year 1903. Washington, 1904.
- Turner, Frederick Jackson. (1908). „Is Sectionalism in America Dying Away”. American Journal of Sociology. 13 (5): 661—675. doi:10.1086/211623.
- Turner, Frederick Jackson (1911). „Social Forces in American History”. American Historical Review. 16 (2): 217—233. JSTOR 1862991. doi:10.2307/1862991. Архивирано из оригинала 18. 08. 2013. г. Приступљено 22. 05. 2020.
- Turner, Frederick Jackson. (1921). The Frontier in American History. New York: Holt.. 1920.
- Turner, Frederick Jackson (март 1925). „"The significance of the section in American history."”. Wisconsin Magazine of History. 8 (3). pp. 255–280.
- Turner, Frederick Jackson (1932). The Significance of Sections in American History. New York: Holt.
- Turner, Frederick Jackson (1970). "Dear Lady": the letters of Frederick Jackson Turner and Alice Forbes Perkins Hooper, 1910–1932.. Edited by Ray Allen Billington. Huntington Library,
- Turner, Frederick Jackson (1935). „"Turner's Autobiographic Letter.”. Wisconsin Magazine of History. 19 (1): 91—102.
- Turner, Frederick Jackson (1965).  Wilbur R. Jacobs, ур. America's Great Frontiers and Sections: Frederick Jackson Turner's Unpublished Essays. University of Nebraska Press.,

## Literatura
- Hall, Patricia Kelly; Ruggles, Steven (2004). „"Restless in the Midst of Their Prosperity": New Evidence on the Internal Migration of Americans, 1850-2000”. Journal of American History. 91 (3): 829—846. JSTOR 3662857. doi:10.2307/3662857.
- Hutton, T. R. C (2002). „Beating a Dead Horse: the Continuing Presence of Frederick Jackson Turner in Environmental and Western History.”. International Social Science Review. 77 (1–2): 47—57.
- Scharff, Virginia; Ronda, James P.; Faragher, John Mack; Gutiérrez, David G.; Underwood, Kathleen; Montoya, María E. (2000). „Claims and Prospects of Western History: A Roundtable”. The Western Historical Quarterly. 31 (1): 25—46. JSTOR 971244. doi:10.2307/971244.
- Billington, Ray Allen (1963). „Why Some Historians Rarely Write History: A Case Study of Frederick Jackson Turner”. The Mississippi Valley Historical Review. 50 (1): 3—27. JSTOR 1888979. doi:10.2307/1888979.
- Billington, Ray Allen (1984). America's Frontier Heritage.. detailed analysis of Turner's theories from social science perspective
- Billington, Ray Allen. ed,. The Frontier Thesis: Valid Interpretation of American History? (1966).  The major attacks and defenses of Turner.
- Billington, Ray Allen (1973). Frederick Jackson Turner: Historian, Scholar, Teacher. New York, Oxford University Press. ISBN 978-0-19-501609-3.. full-scale biography
- Bogue, Allan G (1988). Frederick Jackson Turner: Strange Roads Going Down.. along with Billington (1973), the leading full-scale biography
- Burkhart, J. A (септембар 1947). „The Turner Thesis: A Historian's Controversy”. Wisconsin Magazine of History. 31 (1): 70—83.
- Cronon, E. David. (1995). „An Uncommon Professor: Frederick Jackson Turner at Wisconsin”. Wisconsin Magazine of History. 78 (4): 276—293.
- Cronon, William (1987). „Revisiting the Vanishing Frontier: The Legacy of Frederick Jackson Turner”. The Western Historical Quarterly. 18 (2): 157—176. JSTOR 969581. doi:10.2307/969581.
- Curti, Merle E. "Frontier in American History: The Methodological Concepts of Frederick Jackson Turner" in Stuart Rice, ed. Methods in Social Science: A Case Book (1931) pp. 353–367. Beating a dead horse?: The continuing presence of Frederick Jackson Turner in environmental and western history. Архивирано из оригинала 19. 3. 2016. г. Непознати параметар |DUPLICATE_url= игнорисан (помоћ). Архивирано на веб-сајту  (11. мај 2010)
- Faragher, John Mack, ур. (1994). Rereading Frederick Jackson Turner: The Significance of the Frontier in American History and Other Essays. New York: Holt. ISBN 978-0-8050-3298-7.
- Fernlund, Kevin Jon (лето 2014). „American Exceptionalism or Atlantic Unity? Frederick Jackson Turner and the Enduring Problem of American Historiography”. New Mexico Historical Review. 89.: 359–399.
- Hofstadter, Richard (1949). „Turner and the Frontier Myth”. The American Scholar. 18 (4): 433—443. JSTOR 41206669.
- Hofstadter, Richard (1968). The Progressive Historians: Turner, Beard, Parrington. New York, Knopf.. detailed critique of Turner
- Jacobs, Wilbur R (1994). On Turner's Trail: 100 Years of Writing Western History. University Press of Kansas. ISBN 978-0-7006-0616-0.
- Jensen, Richard (1980). „On Modernizing Frederick Jackson Turner: The Historiography of Regionalism”. The Western Historical Quarterly. 11 (3): 307—322. JSTOR 967565. doi:10.2307/967565.
- Limerick, Patricia Nelson (1995). „Turnerians All: The Dream of a Helpful History in an Intelligible World”. The American Historical Review. 100 (3): 697—716. JSTOR 2168601. doi:10.2307/2168601.
- Nichols, Roger L (1986). American Frontier and Western Issues: A Historiographical Review. Bloomsbury Academic. ISBN 978-0-313-24356-1.
- Steiner, Michael (1995). „From Frontier to Region: Frederick Jackson Turner and the New Western History”. Pacific Historical Review. 64 (4): 479—501. JSTOR 3640555. doi:10.2307/3640555.

## Spoljašnje veze
- „A biography of Frederick Jackson Turner”. Архивирано на веб-сајту  (17. фебруар 2014)
- Frederick Jackson Turner at the Wisconsin Electronic Reader
- Frederick Jackson Turner на сајту Пројекат Гутенберг (језик: енглески)
- Frederik Džekson Terner на сајту Internet Archive (језик: енглески)
- Frederik Džekson Terner на сајту LibriVox (језик: енглески)
- Frederik Džekson Terner на веб-сајту  (језик: енглески)
- „Frederick Jackson Turner”. JSTOR.